# Uncial 063
Uncial 063 (numeração de Gregory-Aland), ε 64 (von Soden), é um manuscrito uncial grego do Novo Testamento. A paleografia data o codex para o século 9.

## Descoberta
Codex contém o texto dos Evangelho segundo Lucas 16 - Evangelho segundo João 6, em 20 folhas de pergaminho (26 x 19 cm). O texto está escrito com duas colunas por página, contendo 29 linhas cada.
O texto grego desse códice é um representante do Texto-tipo Bizantino. Aland colocou-o na Categoria V.
Actualmente acha-se no Monastério de Vatopedi (1219) in Monte Atos, Museu Histórico Estatal (V. 137, 181) in Moscovo, e Biblioteca Nacional da França (Suppl. Gr. 1155, II) in Paris.

## Literatura
- C. R. Gregory, Textkritik III, pp. 1048-1060.
- C. R. Gregory, "Textkritik des Neuen Testaments", Leipzig 1900, vol. 1, p. 81. (Uncial 0117)